# Euparkeria
Euparkeria is een geslacht van uitgestorven reptielen uit de groep van de Archosauromorpha en meer bepaald behorend tot de Archosauriformes, dat leefde in het Vroeg-Trias.

## Cladistiek
Vroeger werd het dier wel gezien als een basale archosauriër maar vermoedelijk bevindt het zich buiten deze klade, zij het niet ver daarvan verwijderd. Deze positie en het feit dat het skelet, gevonden in Zuid-Afrika en beschreven door Broom in 1913, vrij goed bekend is, maakt dat Euparkeria veel gebruikt wordt als externe referentiegroep voor de Archosauria bij kladistische analyses. In populair-wetenschappelijke boeken wordt hij wel omschreven als de 'voorouder van de dinosauriërs', maar dat is vrij onnauwkeurig: hij bevond zich hoogstwaarschijnlijk niet in de directe voorouderlijn en tegenwoordig zijn er veel soorten bekend die veel nauwer aan de dinosauriërs verwant zijn.

## Kenmerken
Euparkeria had een compact, vijfenzestig centimeter lang lichaam met tweeëntwintig wervels en een lange staart. De benen waren slank, de achterpoten anderhalf keer zo lang als de voorpoten. Een reeks beenplaten strekt zich uit over de wervelkolom en de staart langs de wervelkolom. De tanden zijn aan de zijkanten afgeplat en vormen kleine bladen met gekartelde randen. Zijn schedel was relatief groot. Zijn enkelgewricht lijkt op dat van de dinosauriërs.
In reconstructies wordt Euparkeria meestal tweevoetig afgebeeld, maar de voet, achterbeenbeenderen en gewrichtsvlakken zijn niet gespecialiseerd voor tweebenige, rechtopstaande voortbeweging. Euparkeria was, net als de huidige basilisken, waarschijnlijk in staat om bij gevaar snel te vluchten, rennend op zijn achterbenen.
Samen met een paar andere, veel minder goed onderzochte geslachten uit het Midden-Trias van Rusland en China, vormt Euparkeria de familie Euparkeriidae.